# Dalian Cosco KHI Ship Engineering
Dalian COSCO KHI Ship Engineering Co. Ltd. (DACKS) ist ein chinesisches Werftunternehmen mit Sitz in Dalian. DACKS beschäftigt rund 2000 Mitarbeiter, darunter 300 professionelle technische Führungskräfte.

## Geschichte
DACKS wurde als Gemeinschaftsunternehmen von China Ocean Shipping Group Company (COSCO) und Kawasaki Heavy Industries 2007 gegründet. Die Werft hat ihren Sitz im Stadtteil Lüshunkou von Dalian.

## Infrastruktur
Das Gelände umfasst eine Landfläche von 1,88 Millionen Quadratmetern, davon 440.000 Quadratmeter Gebäudefläche, und hat eine Küstenlinie von knapp zwei Kilometern. Die Werft hat zwei große Docks. Das größere mit einer Länge von 700 Metern gilt als längstes Trockendock Chinas. Das zweite Dock ist 550 Meter lang und 68 Meter breit.